# Кувертюр (шоколад)
Кувертюр (фр. couverture) — шоколад високої якості, який містить більший відсоток какао — масла (32–39 %), ніж для випічки або їжі. Також відрізняється особливим ступенем подрібнення бобів какао.
Додаткова кількість какао-масла в поєднанні з правильним темперуванням (процес нагрівання та охолодження шоколаду до певних температур для його затвердіння) надає шоколаду більше блиску, більш виражений «хрускіт» під час розламування та вершково-м'який смак.
Загальний «відсоток», вказаний для багатьох марок шоколаду, заснований на деякій комбінації какао-масла стосовно сухого какао. Щоб продукт із темного шоколаду був позначений як «кувертюр», він повинен містити не менше 35 % сухого какао, включаючи не менше 31 % какао-масла та не менше 2,5 % сухих знежирених твердих речовин какао, молочний шоколадний кувертюр повинен містити не менше 25 % сухих речовин какао. Кувертюр використовується професіоналами для занурення, нанесення покриттів, формування та прикрашання. З нього виходить гладка, однорідна глазур із глянцевим блиском.
Термін «шоколадний кувертюр» відрізняється від «комбінований шоколад» (compound chocolate): це більш дешевий продукт, виготовлений з комбінації какао, рослинних жирів та підсолоджувачів.
Деякі марки кувертюру розфасовуються темперовані, інші — ні. Наступне темперування може знадобитися або не знадобитися, залежно від мети та бажаних характеристик кінцевого продукту.